# Melicertissa malayica
Melicertissa malayica är en nässeldjursart som först beskrevs av Maas 1905.  Melicertissa malayica ingår i släktet Melicertissa och familjen Laodiceidae. Inga underarter finns listade i Catalogue of Life.